# Blackwater (Dorset)
Blackwater – osada w Anglii, w hrabstwie Dorset, w dystrykcie (unitary authority) Bournemouth, Christchurch and Poole. Leży 46 km na wschód od miasta Dorchester i 143 km na południowy zachód od Londynu.